# Arado E.581
El Arado E.581 fue un proyecto de caza de ala volante a reacción de la Alemania nazi, en las postrimerías de la Segunda Guerra Mundial. Formaba parte de las Wunderwaffe. Su estudio sirvió de base para el desarrollo del Boeing X-32.

## Descripción
El Arado Ar E.581.4 era un caza de monoplaza , de fuselaje profundo. Fue impulsado por un He S 011 turbojet alimentados por una toma de aire dividida situada bajo la carlinga. La configuración del ala se presenta en delta, con aletas gemelas y timones sobre el borde trasero. El armamento consistió en dos cañones MK 108 de calibre 30 mm , y el equipo de aterrizaje era de conformación triciclo.

## Especificaciones
Datos obtenidos en: Luft'46.com
- Envergadura : 8 m
- Longitud: 5,65 m máximo.
- Velocidad: 854 km/h